# 루이스 거스

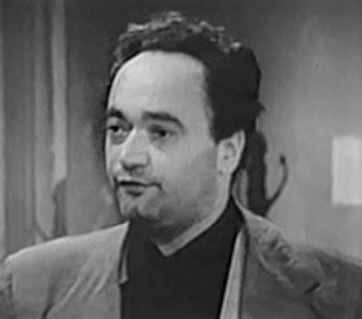

루이스 거스(Louis Guss, 1918년 1월 4일 ~ 2008년 9월 29일)는 미국의 배우이다.
뉴욕에서 태어났으며 뉴욕에서 사망하였다.

## 출연 작품
- 웨이크 인 프로비던스 (2005년)
- 투 패밀리 하우스 (2000년)
- 걸파이트 (2000년) - 돈 역
- 더 야드 (2000년)
- 지나의 자유시대 (1994년)
- 황혼의 로맨스 (1993년)
- 러브 어게인 (1992년)
- 블루 노트(영어판) (1991년)
- 원죄 (1989년)
- 문스트럭 (1987년) - 레이몬드 카포매기 역
- 씨즈 더 데이 (1986년)
- 하이랜더 (1986년)
- 윌리와 필 (1980년)
- 럭키 댄싱 (1979, H.O.T.S.)
- 폭소 대소동 (1977년)
- 노 디퍼짓, 노 리턴 (1976년) - 프레디 역
- 암흑의 거리 (1975년)
- 럭키 레이디(영어판) (1975년)
- 해리와 톤토 (1974년)
- 래핑 폴리스맨 (1973년)
- 대부 (1972년)

### 텔레비전
- 올 인 더 패밀리 (1972-78)
- 코작 (1976-77)
- 로앤오더: 범죄 전담반 (1991, 1999)
- 시카고 메디컬 (1994)